# Villogorgia nigrescens
Villogorgia nigrescens är en korallart som beskrevs av Duchassaing och Giovanni Michelotti 1860. Villogorgia nigrescens ingår i släktet Villogorgia och familjen Plexauridae. Inga underarter finns listade i Catalogue of Life.